# 2014 FIFAワールドカップ・オセアニア予選
2014 FIFAワールドカップ・オセアニア予選は、オセアニア地区の2014 FIFAワールドカップ・予選である。オセアニアサッカー連盟（OFC）所属の全11チームが参加した。出場枠は0.5。

## 予選形式
予選方式は以下の通り。なおシード順は、2011年7月現在のFIFAランキングにより定められる。
1次予選
FIFAランキング下位4チーム（アメリカ領サモア・クック諸島・サモア・トンガ）で1順の総当たり戦を行う。最上位チームが2次予選へ進出する。
2次予選
OFCネイションズカップ2012が2次予選を兼ねる。1次予選を勝ち抜いたチームおよび、1次予選免除の7チーム（ニュージーランド・フィジー・バヌアツ・ソロモン諸島・タヒチ・パプアニューギニア・ニューカレドニア）の計8チームで競われる。
8チームを4チームずつ2組に分けてのグループリーグ→各グループ上位2チーム（計4チーム）による決勝トーナメントの方式で対戦を行う。この大会の上位4チーム（グループリーグ通過チーム）が3次予選へ進出する。
3次予選
2次予選通過4チームが、ホーム・アンド・アウェーの総当たり戦を行う。上位1チームが大陸間プレーオフの出場権を獲得する。

### 当初予定されていた予選形式
1次予選
2011年パシフィックゲームズにおけるサッカー競技が1次予選を兼ねる。ニュージーランド以外の10チームに、FIFA非加盟のチームも加えて競われ、上位3チームが2次予選に進出する。
2次予選
OFCネイションズカップ2012が2次予選を兼ねる。1次予選免除のニュージーランドに、1次予選突破の3チームを加えた4チームで競われ、優勝チームが大陸間プレーオフに進出する。
しかしその後国際サッカー連盟（FIFA）は、OFC以外の連盟に所属するチーム（具体的には、アジアサッカー連盟(AFC)に所属するグアム）が参加可能な大会を予選として利用するのは認められないとしたため、この方式は用いられないこととなり、代わりに上記の方式が設定された。

## シード順
| 2次予選から参加 | 1次予選から参加                                               |
| --- | ------------------------------------------------------------- |
| ニュージーランド(94) フィジー(156) ニューカレドニア(164) バヌアツ(169) ソロモン諸島(181) タヒチ(182) パプアニューギニア | サモア(189) トンガ(192) クック諸島(195) アメリカ領サモア(203) |

### 2次予選のシード順
| ポット1                                             | ポット2                                        |
| --------------------------------------------------- | ---------------------------------------------- |
| ニュージーランド フィジー ニューカレドニア バヌアツ | ソロモン諸島 タヒチ パプアニューギニア サモア† |

† 1次予選の勝者はシード順が決められた時は未定であった。

## 1次予選
2011年11月22日から11月26日まで、サモアで実施された。